# Dvorogeljnik (matematika)
.
Dvorogeljnik je racionalna krivulja četrte stopnje (kvartična). Njena enačba je
{\displaystyle y^{2}(a^{2}-x^{2})=(x^{2}+2ay-a^{2})^{2}.}
Krivulja ima dve točki obrata (singularnost) in je simetrična na y-os. 

## Zgodovina
V letu 1864 je krivuljo proučeval angleški matematik James Joseph Sylvester (1814 -1897) krivuljo 
{\displaystyle y^{4}-xy^{3}-8xy^{2}+36x^{2}y+16x^{2}-27x^{3}=0}
v povezavi z enačbami pete stopnje. Dal ji je tudi ime. Pozneje jo je proučeval še matematik in odvetnik Arthur Cayley (1821 – 1895).

## Lastnosti
- Dvorogeljnik je ravninska algebrska krivulja četrte stopnje. Njen rod je enak 0.
- Parametrična oblika enačbe dvorogeljnika je

{\displaystyle x=a\sin(\theta )}
{\displaystyle y={\frac {\cos ^{2}(\theta )\left(2+\cos(\theta )\right)}{3+\sin ^{2}(\theta )}}}
kjer velja
{\displaystyle -\pi \leq \theta \leq \pi }